# JMP (x86 명령어)
x86 어셈블리어에서, JMP 명령어는 무조건 점프를 수행한다. 예를 들면 프로그램 카운터의 변경을 통해 실행 흐름을 이동할 수 있다. 점프를 수행하는 여러 종류의 명령 코드가 있는데, 중앙 처리 장치가 리얼 모드인지 또는 보호 모드인지에 의존한다. 명령어들은 16비트, 32비트 또는 세그먼트:오프셋 포인터를 가진다.
여러 종류의 점프 형식이 있다. 상대, 조건부, 절대 그리고 간접 레지스터 점프가 그것이다.
아래의 예제들은 다음을 의미한다.
1. 16비트 포인터를 통한 상대 점프
2. long 점프 (세그먼트 내의), 32비트 포인터를 통한 상대 점프
3. 그리고 EAX 레지스터를 이용한 간접 레지스터 절대 점프

(비록 처음과 두번째 점프가 상대적이지만, 보통 옵코드에 부호화된 상대적인 오프셋 대신에, 목적지 주소가 보인다.)

예시 1: 새 값인 0x89AB를 IP로 로드한 다음, CS 레지스터에는 0xACDC 를, 그리고 IP에는 0x5578를 로드한다.
```
JMP
 
0x89AB

JMP
 
0xACDC
:
0x5578

```

예시 2: 0x56789AB1값을 IP를 로드한다. 오직 보호 모드나 언리얼 모드에서만 가능하다.
```
JMP
 
0x56789AB1

```

예시 3: EAX 레지스터에 저장되어 있는 값으로 점프. 오직 보호 모드에서만 가능하다.
```
JMP
 
EAX

```